# Trophée James-Norris
Pour les articles homonymes, voir Norris.
Le trophée James-Norris (James Norris Memorial Trophy) est remis au meilleur défenseur ayant démontré d'excellentes qualités de hockey sur glace de la Ligue nationale de hockey. Le récipiendaire est choisi par la Professional Hockey Writers' Association.
Ce trophée est en l'honneur de James Norris, dirigeant des Red Wings de Détroit de 1932 à sa mort en 1952.
Le plus grand nombre en carrière : 
- 8 par Robert Orr, Bruins de Boston
- 7 par Douglas Harvey, Canadiens de Montréal (6), Rangers de New York (1)
- 7 par Nicklas Lidström, Red Wings de Détroit
- 5 par Raymond Bourque, Bruins de Boston

## Histoire
Le trophée est nommé en l'honneur de James E. Norris, propriétaire des Red Wings de Détroit de la Ligue nationale de hockey, de 1932 à 1952. Le trophée est décerné pour la première fois à l'issue de la saison 1953-1954.
Robert Orr, des Bruins de Boston, remporte le trophée pour un record de huit saisons consécutives (de 1968 à 1975). Douglas Harvey et Nicklas Lidström sont, eux, couronnés sept fois, Raymond Bourque à cinq reprises ; Bourque faisant partie des trois finalistes à dix autres reprises. Ce sont les Bruins de Boston qui ont remporté le plus grand nombre de trophées Norris (14), suivis par les Canadiens de Montréal (12).
Seuls deux joueurs ont remporté à la fois le trophée Norris et le trophée Hart, décerné au meilleur joueur de la ligue, au cours de la même saison : Orr, qui a remporté les deux trophées au cours des saisons 1969-1970, 1970-1971 et 1971-1972, ainsi que Christopher Pronger, en 1999-2000.
Avant la création du trophée Norris, six défenseurs avaient remporté le Hart en tant que joueur le plus utile : Herbert Gardiner, Edward Shore (quatre fois), Albert Siebert, Ebenezer Goodfellow, Thomas Anderson et Walter Pratt. À l'exception de Randolph Carlyle, tous les lauréats du Norris susceptibles d'être intronisés au Temple de la renommée du hockey l'ont été.

## Gagnants du trophée James-Norris
Liste des récipiendaires :
- 1954 – Leonard Kelly, Red Wings de Détroit
- 1955 – Douglas Harvey, Canadiens de Montréal
- 1956 – Douglas Harvey, Canadiens de Montréal
- 1957 – Douglas Harvey, Canadiens de Montréal
- 1958 – Douglas Harvey, Canadiens de Montréal
- 1959 – Thomas Johnson, Canadiens de Montréal
- 1960 – Douglas Harvey, Canadiens de Montréal
- 1961 – Douglas Harvey, Canadiens de Montréal
- 1962 – Douglas Harvey, Rangers de New York
- 1963 – Pierre Pilote, Black Hawks de Chicago
- 1964 – Pierre Pilote, Black Hawks de Chicago
- 1965 – Pierre Pilote, Black Hawks de Chicago
- 1966 – Jacques Laperrière, Canadiens de Montréal
- 1967 – Henry Howell, Rangers de New York
- 1968 – Robert Orr, Bruins de Boston
- 1969 – Robert Orr, Bruins de Boston
- 1970 – Robert Orr, Bruins de Boston
- 1971 – Robert Orr, Bruins de Boston
- 1972 – Robert Orr, Bruins de Boston
- 1973 – Robert Orr, Bruins de Boston
- 1974 – Robert Orr, Bruins de Boston
- 1975 – Robert Orr, Bruins de Boston
- 1976 – Denis Potvin, Islanders de New York
- 1977 – Larry Robinson, Canadiens de Montréal
- 1978 – Denis Potvin, Islanders de New York
- 1979 – Denis Potvin, Islanders de New York
- 1980 – Larry Robinson, Canadiens de Montréal
- 1981 – Randolph Carlyle, Penguins de Pittsburgh
- 1982 – Douglas Wilson, Black Hawks de Chicago
- 1983 – Rodney Langway, Capitals de Washington
- 1984 – Rodney Langway, Capitals de Washington
- 1985 – Paul Coffey, Oilers d'Edmonton
- 1986 – Paul Coffey, Oilers d'Edmonton
- 1987 – Raymond Bourque, Bruins de Boston
- 1988 – Raymond Bourque, Bruins de Boston
- 1989 – Chris Chelios, Canadiens de Montréal
- 1990 – Raymond Bourque, Bruins de Boston
- 1991 – Raymond Bourque, Bruins de Boston
- 1992 – Brian Leetch, Rangers de New York
- 1993 – Chris Chelios, Blackhawks de Chicago
- 1994 – Raymond Bourque, Bruins de Boston
- 1995 – Paul Coffey, Red Wings de Détroit
- 1996 – Chris Chelios, Blackhawks de Chicago
- 1997 – Brian Leetch, Rangers de New York
- 1998 – Robert Blake, Kings de Los Angeles
- 1999 – Allan MacInnis, Blues de Saint-Louis
- 2000 – Christopher Pronger, Blues de Saint-Louis
- 2001 – Nicklas Lidström, Red Wings de Détroit
- 2002 – Nicklas Lidström, Red Wings de Détroit
- 2003 – Nicklas Lidström, Red Wings de Détroit
- 2004 – Scott Niedermayer, Devils du New Jersey
- 2005 – Saison annulée
- 2006 – Nicklas Lidström, Red Wings de Détroit
- 2007 – Nicklas Lidström, Red Wings de Détroit
- 2008 – Nicklas Lidström, Red Wings de Détroit
- 2009 – Zdeno Chára, Bruins de Boston
- 2010 – Duncan Keith, Blackhawks de Chicago
- 2011 – Nicklas Lidström, Red Wings de Détroit
- 2012 – Erik Karlsson, Sénateurs d'Ottawa
- 2013 – Pernell Karl Subban, Canadiens de Montréal
- 2014 – Duncan Keith, Blackhawks de Chicago
- 2015 – Erik Karlsson, Sénateurs d'Ottawa
- 2016 – Drew Doughty, Kings de Los Angeles
- 2017 – Brent Burns, Sharks de San José
- 2018 – Victor Hedman, Lightning de Tampa Bay
- 2019 – Mark Giordano, Flames de Calgary
- 2020 – Roman Josi, Predators de Nashville
- 2021 – Adam Fox, Rangers de New York
- 2022 – Cale Makar, Avalanche du Colorado
- 2023 – Erik Karlsson, Sharks de San José
- 2024 – Quinton Hughes, Canucks de Vancouver
- 2025 – Cale Makar, Avalanche du Colorado